# Magnus II Tavast

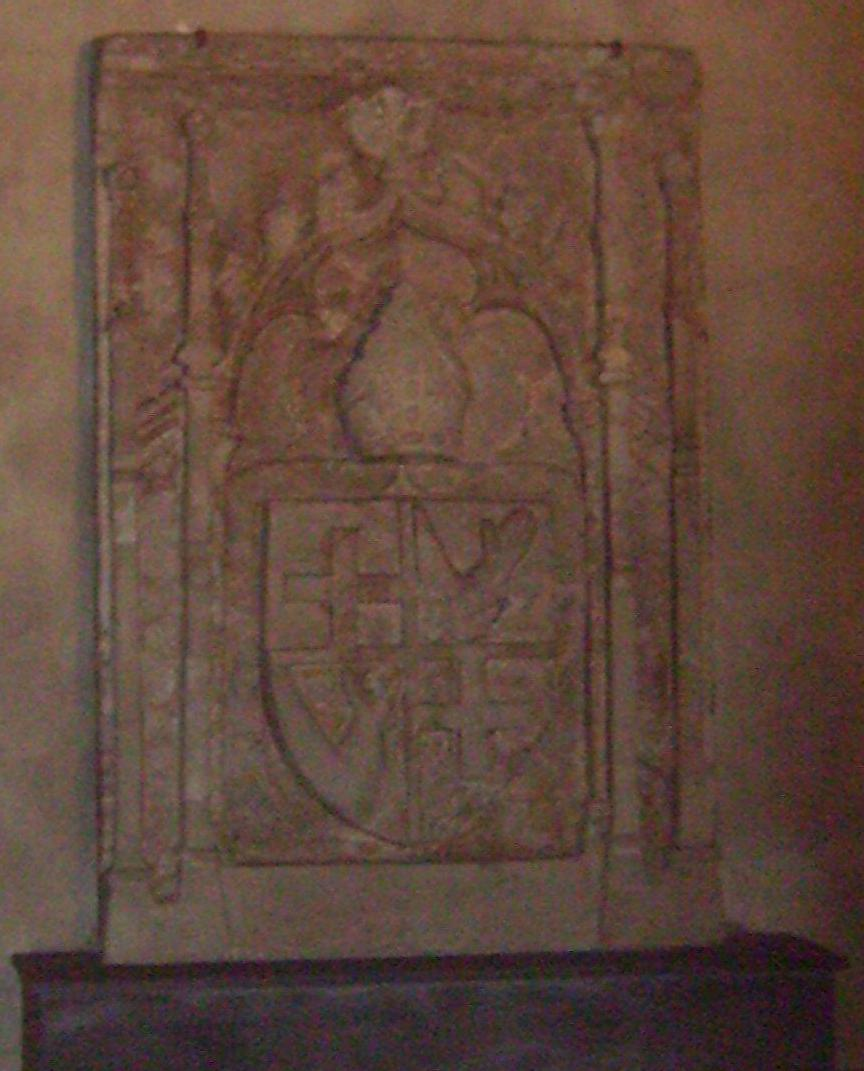
Magnus II Tavasts gravsten i Helga Lekamens kor (Tavastkoret) i Åbo domkyrka

Magnus II Tavast (Magnus Olai Tavast), var en av det medeltida Finlands viktigaste katolska biskopar. Han antas ha fötts år 1357 på fädernegården Alasjoki i Virmo socken i Egentliga Finland, och dog vid sin gård på Biskopsudden i Nådendal 9 mars 1452. Han blev följaktligen antagligen över 90 år. 
Magnus tillhörde en av Finlands förnämsta adliga ätter (Tavast), vann 1398 i Prag magistergraden, var en tid konung Erik av Pommerns kansler, men återvände därefter till Finland, där han blev ärkedjäkne och 1412 valdes till biskop. I Rom invigdes han i sitt kall. Den finska biskopskrönikan framhåller i lovprisande ordalag hans förtjänster.

## Förskönade Åbo domkyrka
Under sin levnadstid förskönade och förstorade Tavast Åbo domkyrka med flera nya kapell och altare.
År 1421 inrättades Helga lekamens kor, som av honom frikostigt försågs med dyrbarheter, prydnader och anslag, och förenade därmed ett prebende. Flera andra altaren, kor och brödraskap samt prebenden instiftades på hans initiativ och med bidrag av honom. Han skänkte domkyrkan dyrbara altarkläden, silverkärl och böcker.
Tavast var mån om den andliga utbildningen och utverkade ett påvligt brev om indulgens för dem, som gav understöd åt ynglingar, vilka emottog undervisning i stiftets skolor. Han företog vidsträckta visitationsresor i stiftet. 

## Grundade Nådendals kloster
Den förnämsta frukten av hans verksamhet var dock grundläggningen av Nådendals kloster. På hans förslag beslöt herredagen i Södertälje 1438, att klostret skulle inrättas, och i alla åtgärder för beslutets verkställande tog han verksam del. Han lät på sin bekostnad uppföra klostrets sakristia och högkor samt skänkte flera gods till detsamma.

## Återköpte nyländska socknar av Padis kloster
Till stiftets fromma återköpte Tavast av munkarna i Padis kloster i Estland patronatsrätten till Borgå, Sibbo och Pernå socknar, vilken de hade erhållit av konung Magnus Eriksson. För övrigt spelade han inte så stor roll i sin tids politiska händelser, trots att han omtalas som deltagare i flera herredagar och rådsmöten. Sitt inflytande använde han vid särskilda tillfällen till Finlands bästa. Så utverkade han finska lagsagans delning, 1435, i två lagsagor, genomdrev 1436 en skattelindring till förmån för Finlands invånare och bidrog 1438 till att stilla en bonderesning, som utbrutit i norra Satakunda. Genom denna sin verksamhet, genom att noggrant iaktta katolicismens fromma bruk, genom givmildhet mot de fattiga samt genom en vallfart, som han företog till Jerusalem, vann han ett rykte, som sträckte sig till och med till utlandet.

## Levde sina sista år i Nådendal
Nedböjd av ålder, avsade han sig 1450 biskopsämbetet och levde därefter i sin boning invid Nådendals kloster.
Efterträddes av Olaus Magni, som troligen var Magnus kusins son, också av släkten Tavast. Magnus II Tavast är begravd i Åbo domkyrka.